# Manneville-la-Raoult

Manneville-la-Raoult este o comună în departamentul Eure, Franța. În 1 ianuarie 2022 avea o populație de 482 de locuitori.